# 戸田義久
戸田義久（とだ よしひさ、1977年-）は、日本の撮影監督。

## 主な撮影作品

### 映画
撮影助手
- 誰も知らない （2004年）[2]

撮影
- Life （2006年）
- 実録・連合赤軍 あさま山荘への道程 （2007年）
- キャタピラー （2010年）
- 君へ。 （2011年）
- 吉祥寺の朝日奈くん （2011年）
- かぞくのくに （2011年）
- 集まった人たち （2013年）
- わたしのハワイの歩きかた（2014年）
- 健さん（2016年）
- 浜辺のゲーム（2019年）
- ゴーストマスター（2019年）
- 大豆田とわ子と三人の元夫（2021年）

### テレビ
- ハイビジョン特集『カヤワヤ～精霊と生きるアンデスの医者』（2010年、NHK BShi） - ドキュメンタリー
- BSスーパープレミアムドラマ『マリオ〜AIのゆくえ〜』（2018年、NHK BS）-ドラマ
- 鎌倉殿の13人  (2022年、NHK)  -ドラマ